# Does Humor Belong in Music?
Does Humor Belong in Music? je koncertní album amerického zpěváka a kytaristy Franka Zappy, nahrané při koncertech v druhé polovině roku 1984.

## Seznam skladeb
Všechny skladby napsal Frank Zappa, pokud není uvedeno jinak.
1. "Zoot Allures" – 5:26
2. "Tinsel-Town Rebellion" – 4:44
3. "Trouble Every Day" – 5:31
4. "Penguin in Bondage" – 6:45
5. "Hot-Plate Heaven at the Green Hotel" – 6:43
6. "What's New in Baltimore" – 4:48
7. "Cock-Suckers' Ball" (traditional, arr. Frank Zappa) – 1:05
8. "WPLJ" (Ray Dobard) – 1:31
9. "Let's Move to Cleveland" – 15:43 (EMI)/16:44 (Ryko)
10. "Whipping Post" (Gregg Allman) – 8:23

## Sestava
- Frank Zappa – sólová kytara, zpěv
- Ray White – rytmická kytara, zpěv
- Ike Willis – rytmická kytara, zpěv
- Bobby Martin – klávesy, saxofon, zpěv, francouzský roh
- Alan Zavod – klávesy
- Scott Thunes – baskytara
- Chad Wackerman – bicí
- Dweezil Zappa – sólová kytara v "Whipping Post"